# Marchaevo Peak
Der Marchaevo Peak (englisch; bulgarisch връх Мърчаево wrach Martschaewo) ist ein spitzer und 1100 m hoher Berg an der Oskar-II.-Küste des Grahamlands auf der Antarktischen Halbinsel. Er ragt 10,9 km nordöstlich des Dugerjav Peak, 7,85 km südöstlich des Mount Walker und 14,53 km westlich des Mount Quandary am nordwestlichen Ende des Zagreus Ridge auf, dessen höchster Gipfel er ist. Der Hektoria-Gletscher liegt nordöstlich und ein Nebengletscher des Paspal-Gletschers südwestlich von ihm.
Britische Wissenschaftler kartierten ihn 1978. Die bulgarische Kommission für Antarktische Geographische Namen benannte ihn 2013 der Ortschaft Martschaewo im Westen Bulgariens.